# Antonio Galli da Bibiena
Pour les articles homonymes, voir Famille Galli da Bibiena.
Antonio Galli da Bibiena (Parme, 1697 – Milan ou Mantoue, 1774) est un scénographe, un architecte et un écrivain italien de la célèbre Famille Galli da Bibiena.

## Biographie
Il est le troisième fils du célèbre Ferdinando Galli da Bibiena (1657–1743) avec lequel il exécute en 1719, les travaux de restauration du théâtre de la Fortune de Fano.
Architecte et scénographe de théâtre il a réalisé, en particulier :
- Le Teatro Comunale de Bologne, inauguré le 14 mai 1763.
- Le Teatro Scientifico ou Teatro Bibiena, théâtre de Mantoue, inauguré le 3 décembre 1769.
- Le Théâtre Fraschini de Pavie, inauguré le 24 mai 1773.